# カイザーヴァルト強制収容所

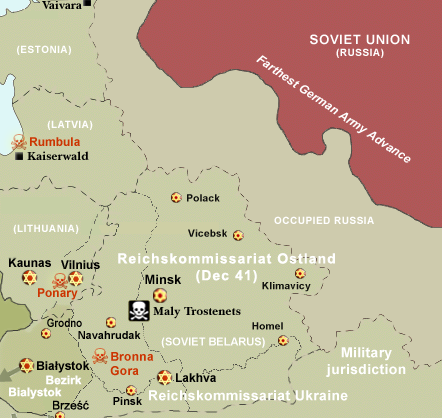
カイザーヴァルト強制収容所の位置。地図左端。

カイザーヴァルト強制収容所（ドイツ語: Konzentrationslager Kaiserwald, ラトビア語: Mežaparka koncentrācijas nometne）は、ラトビアのリガ近くに建てられていたナチス・ドイツの強制収容所。

## 収容所の歴史
カイザーヴァルト強制収容所は1943年3月に設立された。最初に到着した囚人はドイツ人刑事犯数百人であった。1943年夏以降、ラトビアのリガ・ゲットーから多数のユダヤ人がこのカイザーヴァルトへ連れてこられた。加えてリガ以外のラトビア在住のユダヤ人も続々とここへ送られてきた。
1944年にはハンガリーやポーランドのルージのユダヤ人も移送されてきた。1944年3月の時点でカイザーヴァルト強制収容所には1万3000人の囚人がいた。その大多数はユダヤ人であった。
1944年初め、カイザーヴァルト強制収容所の付属収容所が次々と設置された。カイザーヴァルトは絶滅収容所ではなく、囚人たちはひたすら強制労働に従事した。多数のカイザーヴァルトの女性囚人がAEGの電気製品生産作業に使用されている。またそれ以外の囚人は鉱山、工場、農場などで強制労働を行った。カイザーヴァルト強制収容所の所長はアルベルト・ザウアー親衛隊少佐が務めた。
7月にソ連赤軍の接近によりカイザーヴァルトの撤収作業が開始された。労働に適さないとみなされた囚人数千人が殺害される一方、未だ労働できる囚人は列車か船でダンツィヒに近いシュトゥットホーフ強制収容所へ移送された。撤収作業は9月に完了した。直後の10月13日に赤軍が到着したが、既にもぬけの殻だった。